# Game Boy Advance SP
Pour un article plus général, voir Game Boy Advance.
La Game Boy Advance SP (SP pour SPecial Edition,) est une console de jeux vidéo portable lancée par Nintendo en mars 2003. Cette console possède les mêmes caractéristiques techniques que la Game Boy Advance mais dispose d'un nouveau design à clapet et intègre plusieurs changements.

## Caractéristiques
- Écran[3] : Écran diffusant 3" TFT avec éclairage intégré, taille de l'écran 40,8 × 61,2 mm, définition d'écran 240 × 160 px, 32 768 couleurs possibles (15 bit), 511 couleurs simultanées en mode personnage, 32 768 couleurs simultanées en mode image par points. Sur les modèles standards, l'écran est éclairé par l'avant, et non pas par l'arrière.
- La GBA SP possède six modes graphiques (trois modes « mosaïques » et trois modes « bitmap »).
- CPU : ARM 32 bits cadencé à 16,8 MHz, couplé avec un processeur Z80 pour la compatibilité avec les jeux Game Boy et Game Boy Color.
- Mémoire : 32 ko + 96 ko VRAM (interne CPU), 256 ko WRAM (externe CPU).
- Batterie rechargeable lithium-ion d'une capacité de 18 h sans éclairage, et 10 h avec éclairage (l'Advance classique utilise des piles).
- Taille : 82 mm de largeur, 24,3 mm épaisseur pour 84,6 mm de longueur.
- La taille des cartouches de jeux est de 4, 8, 16 ou 32 Mo suivant les jeux.

## Améliorations
Bien que la GBA SP soit le premier système portable de Nintendo à embarquer un écran éclairé (à l'exception de la Game Boy Light), la technologie d'éclairage par l'avant avait des désavantages, comme la fatigue visuelle ou la difficulté de distinguer l'écran dans certains environnements. Deux ans après la sortie de la GBA SP classique, Nintendo démarre la production puis la commercialisation d'un modèle amélioré de GBA SP.
Ce nouveau modèle estampillé AGS-101 abandonne l'éclairage avant, au profit d'un véritable rétroéclairage. Le modèle embarque également une nouvelle carte mère adaptée à l'écran, mais les caractéristiques techniques de la machine ne changent pas. On peut observer un temps de réponse de l'écran légèrement plus élevé sur l'AGS-101, dû au rétroéclairage, sans impact sur le jeu.
Le nouveau modèle est commercialisé en premier lieu aux États-Unis et au Japon avec la mention « Brighter Backlit Screen ». En 2006, le modèle AGS-101 sort en Europe dans les couleurs Tribal Edition et Pink, puis Surf Blue Edition en quantité limitée. Toutefois, Nintendo a très peu communiqué sur ces améliorations en Europe, et n'a pas affiché de mention particulière sur les boîtes européennes. En dehors du numéro modèle inscrit au dos de la boîte, ou l'étiquette au dos de la console, on peut différencier les AGS-101 grâce à leur écran entièrement noir lorsqu'il est éteint, là où les modèles AGS-001 ont un écran gris-vert dû au polariseur.
Récemment, le modèle AGS-101 a connu un regain d'engouement grâce à la culture du retrogaming et du modding,.

## Éditions limitées

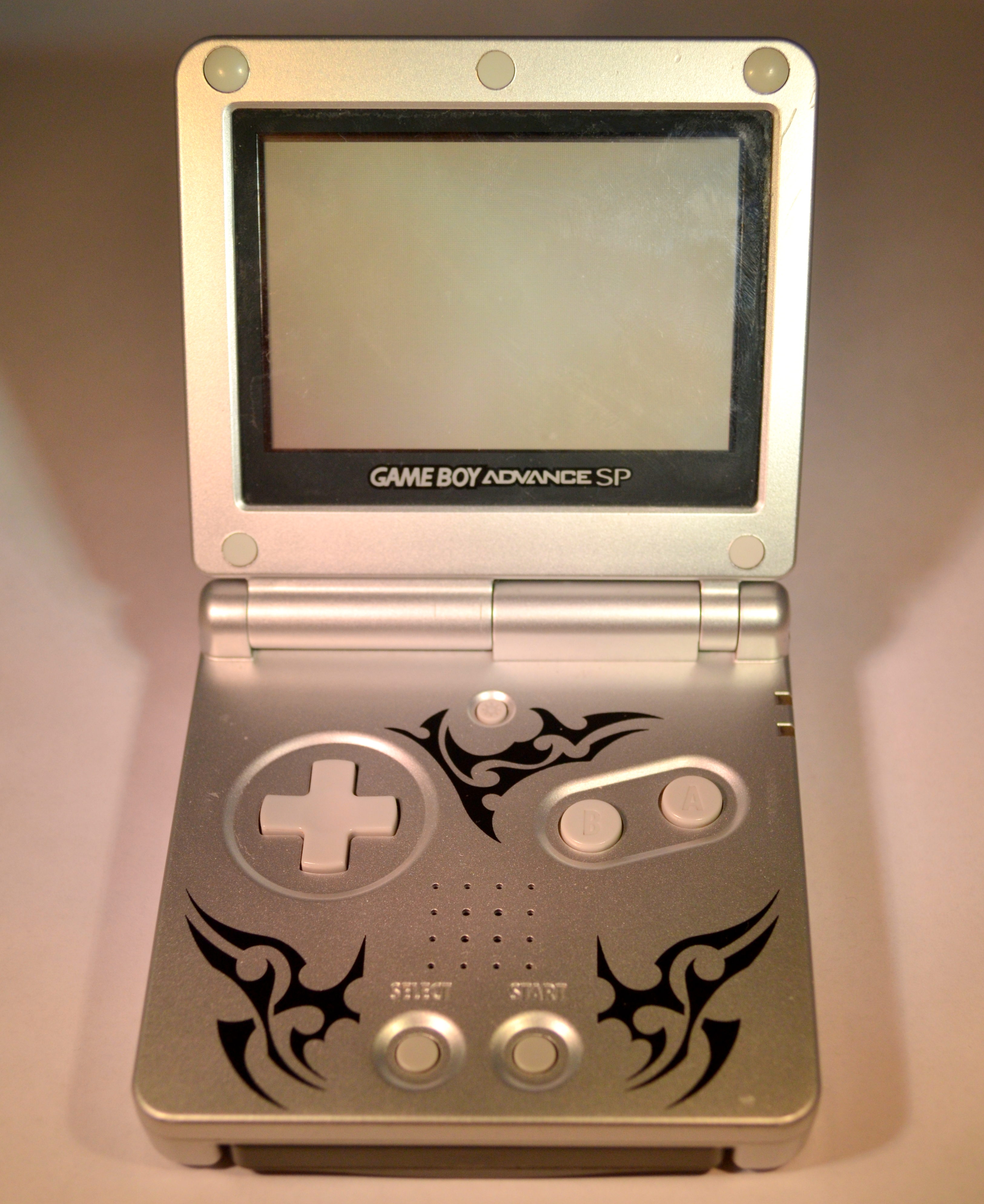
Game Boy Advance SP Tribal Edition.

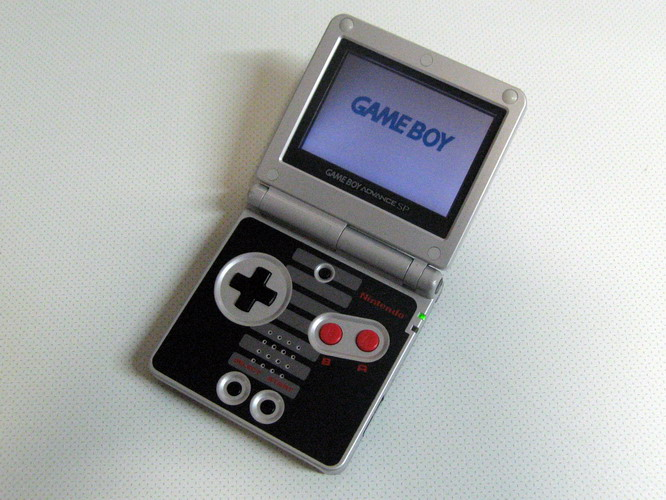
Game Boy Advance SP édition NES

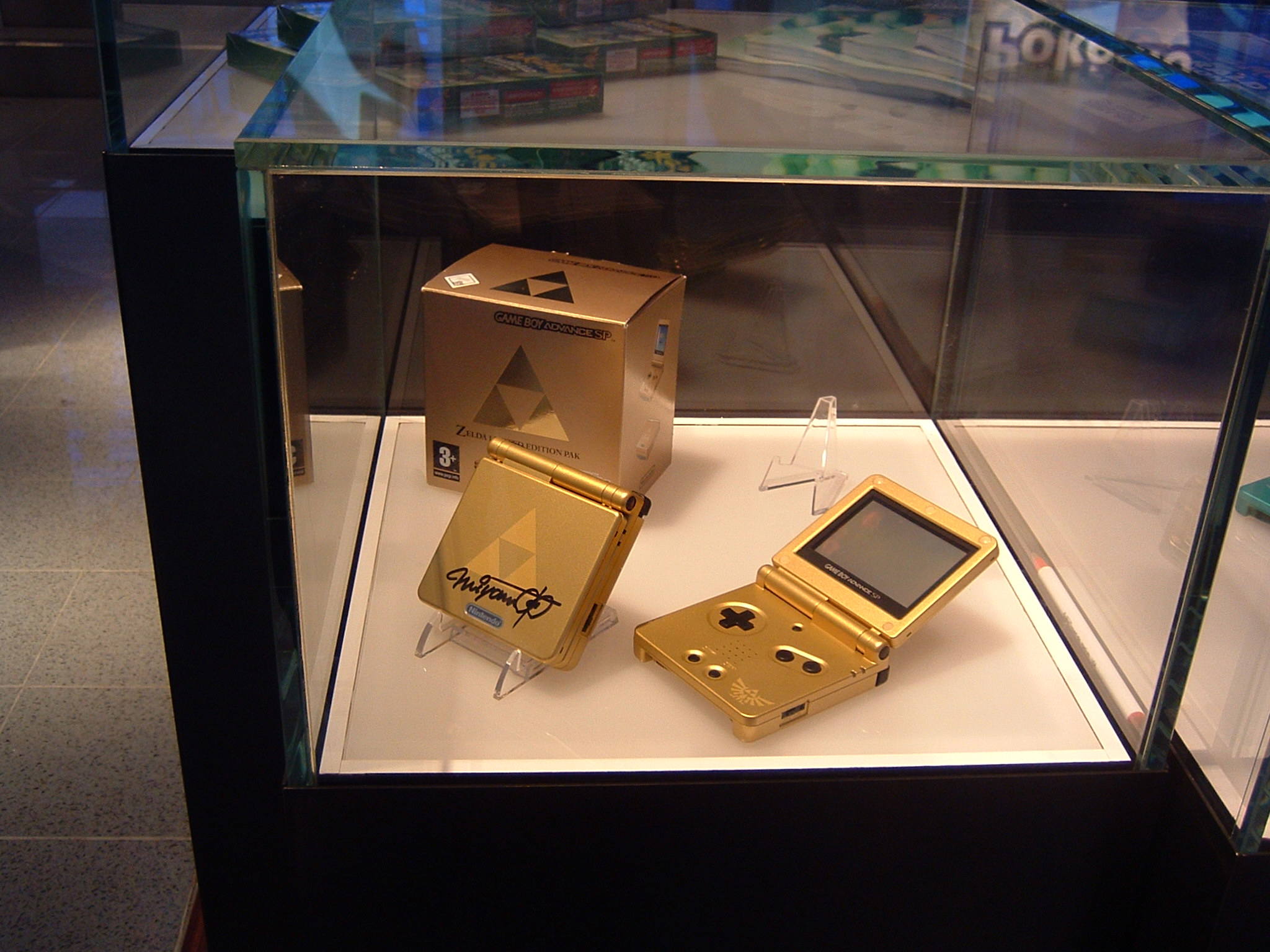
Game Boy Advance SP Version Zelda.

La Game Boy Advance SP existe en différentes couleurs, mais aussi en éditions limitées, telles que :
- Game Boy Advance SP Tribal Edition avec des décorations stylisées ressemblant à des tatouages ;
- Game Boy Advance SP Blue de couleur bleue ;
- Game Boy Advance SP Pink de couleur rose ;
- Game Boy Advance SP Toysrus Limited Gold Edition de couleur dorée, éditée par Toys'R'Us et limitée à 5 000 exemplaires[6] ;
- Game Boy Advance SP NES Classic, dont le design rappelle celui de la NES (Nintendo Entertainment System) était limitée à 5 000 exemplaires. Deux modèles existent : NES Classic et Famicom Classic (version japonaise) ;
- Game Boy Advance SP Version Zelda, de couleur dorée et ornée d'une Triforce sur la partie supérieure de la coque extérieure et du blason d'Hyrule sur sa partie inférieure droite de la face intérieure, éditée à l'occasion de la sortie du jeu The Legend of Zelda: The Minish Cap.
Six consoles plaquées en or véritable ont également été éditées pour célébrer cette édition spéciale Zelda, uniquement au Royaume-Uni. Il était possible de les gagner si on trouvait un coupon doré dans le pack spécial comprenant la console dorée et le jeu The Legend of Zelda : The Minish Cap, acheté chez un revendeur du groupe Game, Gamestation, HMV, Virgin, WH Smith ou Toys'R'Us.
Dawn Paine, le responsable marketing de Nintendo au Royaume-Uni a déclaré à ce sujet que la série Zelda a toujours été associée au matériau aurique, depuis la couleur dorée de la première jaquette jusqu'à la matière de la Triforce[7] ;
- Game Boy Advance SP « Mario Vs Donkey Kong », rouge et blanche et ornée du M de Mario, à l'occasion de la sortie du jeu du même nom ;
- Game Boy Advance SP « Pokémon Groudon » ou « Pokémon Kyogre », vendue avec le jeu correspondant, respectivement Rubis et Saphir. L'édition Pokémon a également été déclinée en Vert à l'image de Florizarre, Rouge à l'image de Dracaufeu, Vert à l'image de Rayquaza, Orange à l'image de Poussifeu ou Jaune à l'image de Pikachu. Ces dernières variantes étaient vendues uniquement dans les Pokémon Center ;
- Game Boy Advance SP « Kingdom Hearts: Chains of Memories », noire et argentée sérigraphiée avec les symboles de la série Kingdom Hearts, vendue en pack avec le jeu du même nom ;
- Game Boy Advance SP « All Blacks », noire frappée du logo de l'équipe de rugby du Nouvelle-Zélande ;
- Game Boy Advance SP Rip Curl, blanche et rouge, ornée du logotype de la célèbre marque de surf ;
- Game Boy Advance SP Mana Blue, de couleur bleu turquoise, sortie au Japon pour accompagner la sortie de Sword of Mana ;
- Game Boy Advance SP Naruto, sortie uniquement au Japon, de couleur orange et présentant le symbole de Konoha apparaissant dans le manga sur sa partie supérieure ;
- Game Boy Advance SP Surf Blue Edition : sortie aux États-Unis, puis en Europe dans sa version améliorée, le modèle AGS-101, disposant d'un écran de qualité supérieure.

## Inspiration
En 2024, Anbernic sort une console reprenant le design de la Game Boy Advance SP .